# سمير عطا الله
سمير عطا الله كاتب لبناني، ولد في بيروت في 1 يناير عام1941، عمل في كل من صحيفة النهار ومجلتي الأسبوع العربي والصياد اللبنانية وصحيفة الأنباء الكويتية. عرف بأنه يمزج السياسة بالأدب والثقافة بالحدث. يكتب زاوية يومية في «الشرق الأوسط» منذ 1987، ومقالاً في صفحة الرأي كل خميس. ومقالًا كل أربعاء في جريدة النهار اللبنانية. (تم نشر بعضها لاحقًا في كتب بعنوان: مقال الأربعاء).
له مجموعة من المؤلفات في التاريخ والرواية والسفر. عمل مراسلًا لجريدة النهار في أوروبا والأمم المتحدة، وعمل في الكويت مديراً لتحرير الأنباء، وترأس تحرير «الصياد» في لندن و«الأسبوع العربي» في بيروت.

## مؤلفاته
- أوراق السندباد: رواية
- تاريخ وفن صناعة الكتاب
- قافلة الحبر: الرحالة الغربيون إلى الجزيرة والخليج (1762-1950م)
- قليل من الجغرافيا، كثير من التاريخ
- مذكرات روبرت كينيدي عن كوبا: الأزمة التي كادت تشعل الحرب.
- ناس ومدن (في أدب الرحلات)
- مسافات في أوطان الآخرين
- مسافر بلا مينا
- مقال الأربعاء: سنوات الثورة وعام الغياب 2010-2012
- مقال الأربعاء: لبنانيات/ 2007-2010
- مقال الأربعاء 2012 - 2013 إنقضاء الشرق.
- يمنى (رواية). 1999.
- مقال الأربعاء: مختارت اعتبارا من العام 2000
- بائع الفستق (رواية)
- جنرالات الشرق دور العسكريين الأجانب في العالم العربي بين الحربين.
- بومبيدو رئيسا لجمهورية ديغول.
- ليلة رأس السنة في جزيرة دوس سانتوس (رواية). 2022.[1]

## جوائز
- جائزة المنتدى السعودي للإعلام في (الصحافة، العمود الصحفي) عام 2024م.[2]
- جائزة شخصية العام الإعلامية - (منتدى الإعلام العربي ) الدورة 22 لعام 2024.[3][4]

## وصلات خارجية
1. قائمة مقالات سمير عطا الله في جريدة الشرق الأوسط
2. قائمة مقالات سمير عطا الله في جريدة النهار.
3. صفحة سمير عطا الله على موقع جودريدز.